# Zentraler Park für Kultur und Freizeit

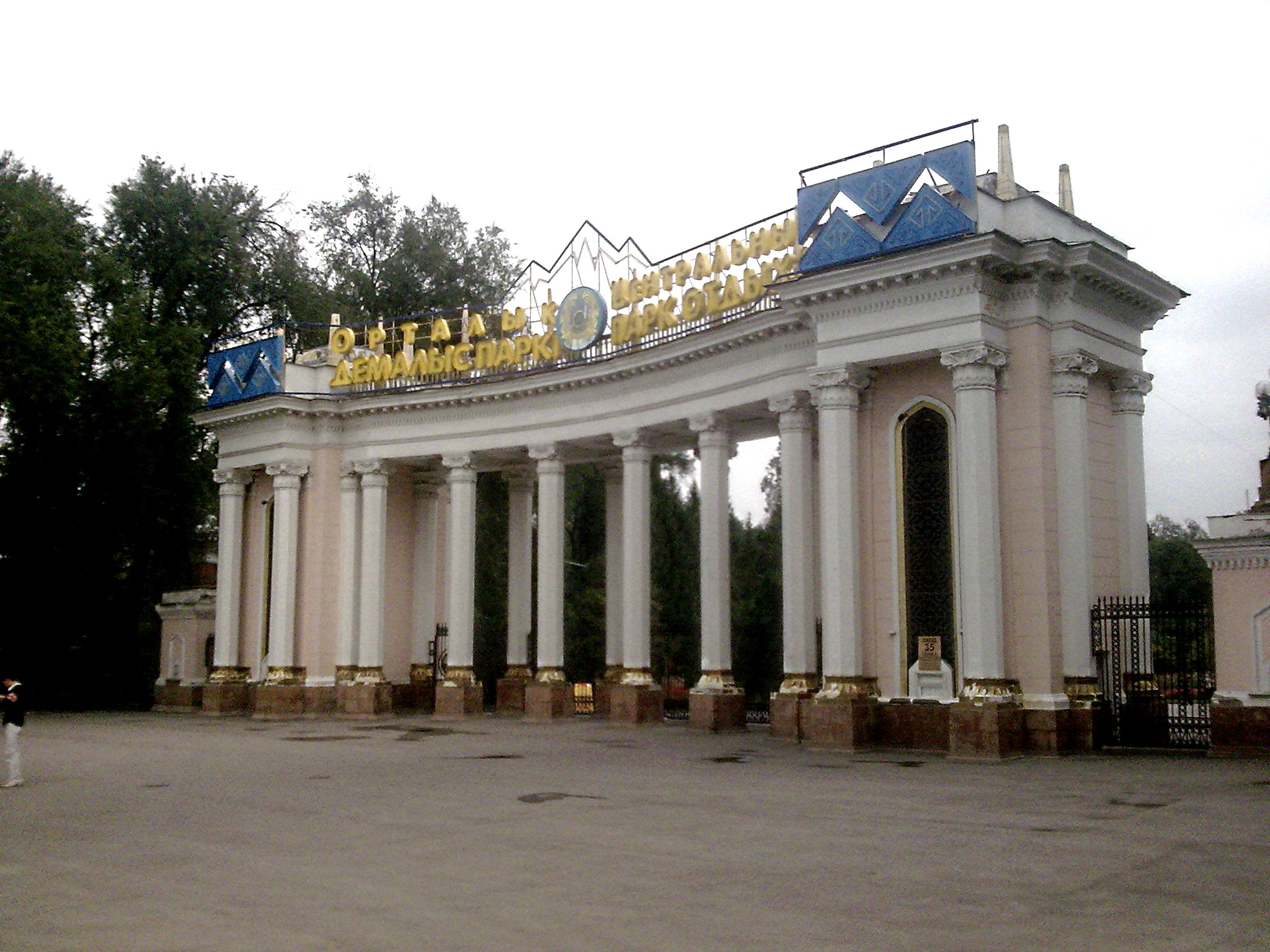
Das Eingangsportal zum Park

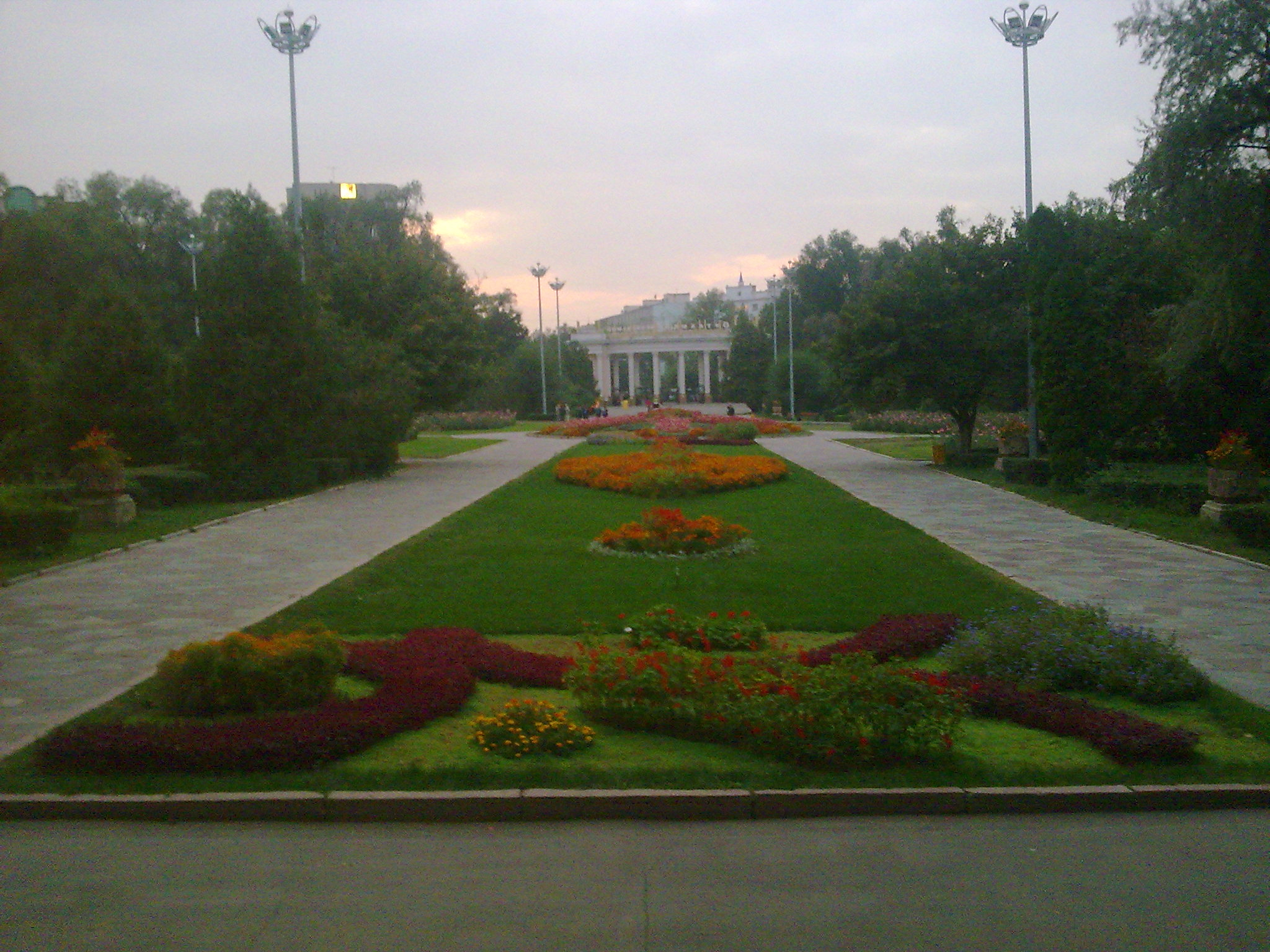
Blick auf die Allee hin zum Eingangsportal

Der Zentrale Park für Kultur und Freizeit (russisch Центральный парк культуры и отдыха; kasachische Орталық мәдениет және демалыс паркі) ist eine Parkanlage in der kasachischen Großstadt Almaty. Der über 100 Hektar große Park wurde 1856 als staatlicher Garten eingerichtet. Er befindet sich im Stadtbezirk Medeu im Osten der Stadt.
Der Park beherbergt mehr als 2000 Arten von Pflanzen. Es gibt mehrere Fahrgeschäfte, einen Aqua Park, künstlich angelegte Teiche und das Spartak Stadion.

## Geschichte
Die Geschichte des Parks geht zurück auf die Entstehung der Stadt Almaty. Es wurden in dem Garten vor allem Gemüse und Früchte angebaut. Von 1869 bis 1875 wurde der damalige Garten um ein Treibhaus und einige Blumengärten erweitert und auch eine Baumschule wurde gegründet.
Mit der rasanten Entwicklung des Ortes Almaty, der erst 1854 gegründet wurde, wurde der Park zum Erholungsort der Einwohner. Es wurden zahlreiche Veranstaltungen und Feste abgehalten.
Während der russischen Revolution 1905 fanden im Park Arbeiterversammlungen und Kundgebungen statt.
1934 wurde die Parkanlage renoviert. Im östlichen Teil des Parks wurde der Zoo der Stadt eingerichtet. Ein Jahr darauf wurde er nach dem russischen Schriftsteller Maxim Gorki benannt, zu dessen Ehren 1940 im Park ein Denkmal aufgestellt wurde.
Bereits in den Jahren 1951 bis 1952 bestanden im Park zahlreiche Erholungs- und Unterhaltungsmöglichkeiten. So gab es unter anderem ein Kino, mehrere Freizeiteinrichtungen sowie Brunnen und Skulpturen. Im Jahr 1952 bekam der Park eine Pioniereisenbahn.
Die Umbenennung der Parkanlage in Zentraler Park für Kultur und Freizeit fand 1990 statt. 2004 wurde der Park von Wiktor Chrapunowym, dem damaligen Äkim von Almaty, an die private Handels- und Finanzgesellschaft „Altyn Taras“ verkauft.